# World History Encyclopedia
Die World History Encyclopedia (ehemals Ancient History Encyclopedia) ist ein gemeinnütziges non-profit Bildungsunternehmen in England und in Kanada, das 2009 von Jan van der Crabben gegründet wurde.
Die Organisation veröffentlicht und pflegt Artikel, Bilder, Videos, Podcasts und interaktive Unterrichtsmaterialien zum Thema Geschichte. Nach eigenen Angaben ist es die meistgelesene Geschichtsenzyklopädie (über 72 Millionen Seitenaufrufe im Jahr 2022). Ihr erklärtes Ziel ist es, Menschen für das kulturelle Erbe zu begeistern und die Geschichtsbildung weltweit zu verbessern.
Alle Nutzerinnen und Nutzer haben die Möglichkeit, Inhalte für die Website beizusteuern, wobei die Beiträge vor der Veröffentlichung von einem Redaktionsteam geprüft werden. Im Jahr 2021 wurde die Organisation von Ancient History Encyclopedia in World History Encyclopedia umbenannt, um den erweiterten Umfang widerzuspiegeln, der die Weltgeschichte aus allen Zeiträumen und nicht nur die antike Geschichte umfasst. Die Originalartikel werden in englischer Sprache verfasst und anschließend in andere Sprachen, insbesondere Französisch und Spanisch, übersetzt. Derzeit (Januar 2023) sind über 5.000 Artikel in mehr als 20 Sprachen verfügbar – derzeit 54 deutsche Übersetzungen und 1.752 französische Übersetzungen. Über eine Indexsuche, eine geographische Suche und eine chronologische Suche können die einzelnen Artikel gefunden werden.
Die World History Encyclopedia wird von einem derzeit (Januar 2023) 18-köpfigen Team mit sieben Beiräten (Board of advisors) geleitet.
Die Organisation finanziert sich durch Spenden und einen Webshop. Dort werden Bücher, Zeitschriften und Poster zu historischen Themen angeboten.
Eine Mediathek stellt Fotos, Videos, Audiodateien (Podcasts) und 3D-Bilder zur Verfügung.
Kostenloses Unterrichtsmaterial steht ebenfalls zum Download bereit.

## Geschichte der Organisation
Die Ancient History Encyclopedia wurde 2009 von Jan van der Crabben (CEO) mit dem erklärten Ziel gegründet, den Geschichtsunterricht weltweit zu verbessern, indem sie eine frei zugängliche und verlässliche Geschichtsquelle zur Verfügung stellt. Die gemeinnützige Organisation hat ihren Sitz in Godalming, Großbritannien, und Montreal, Kanada, obwohl sie kein Büro hat und ihr Team weltweit verteilt ist.
Bei ihrer Gründung konzentrierte sich die Website auf die antike Geschichte, doch später wurde sie auf das Mittelalter und die frühe Neuzeit ausgeweitet. Im Jahr 2021 änderte die Organisation ihren Namen in World History Encyclopedia, um dieser Entwicklung Rechnung zu tragen.
2016 gewann die Website Ancient History Encyclopedia den .eu Web Award für Bildung der Organisation EURid.